# Zlatko Stipaničić
Zlatko Stipaničić (Zagreb, 27. prosinca 1935. – 14. ožujka 2009.), hrvatski zagonetač, novinar, humorist, satiričar, aforističar i kvizovkaš. Jedan od velikana hrvatskoga zagonetaštva. Najbolji radovi su mu križaljke, čarobni kvadrati i premetaljke. Prvi Stipaničićev zagonetački rad bio je rebus koji je objavio u listu Rebusu 9. veljače 1952. godina. Ukupno je objavio oko 20.000 zagonetaka.
Urednik časopisa: kutinski Problem, zagrebačku Sfingu, Čvorov ZEZ, razna Džokerova izdanja (Džoker, Džepni džoker, Džokerova razonoda, Džokerova skandinavka ...) te mnoštvo vlastitih izdanja (110 skandi, 220 skandi, Vesela skandi ...). Surađivao s listovima Vjesnikov kviz, Enigmatske novine, Zagonetka, Enigma, Sfingom, Rebusima te brojnim nezagonetačkim listovima. Objavio je i više noviteta poput vicokrižaljke, križaljke u nastavcima i krimikrižaljke. Pseudonimi pod kojima je objavljivao su Aurel (najpoznatiji), Ja, Mrva, Zličić, Tin Pisačić, Stipos, Zlatko. Godine 1971. osvojio je nagradu za satiru Zlatno pero. Vlastite aforizme prikupio je i objavio u knjizi Svoja strana svijeta (Zagreb, 1975.). Osnovao je nakladničku kuću Semafora. Stipaničićeva kći Silvija objavila je očeve neobjavljene aforizme skupila u zbirci Tata za pametne (2015.). Godinu poslije njegove smrti objavljena mu je knjiga Vedra ABC slikovnica.